# Seimatosporium grevilleae
Seimatosporium grevilleae är en svampart som först beskrevs av Loos, och fick sitt nu gällande namn av Shoemaker 1964. Seimatosporium grevilleae ingår i släktet Seimatosporium och familjen Amphisphaeriaceae.   Inga underarter finns listade i Catalogue of Life.